# Борис Ковач
Борис Ковач (Нови Сад, 1955) српски је музичар и уметник. Његова се музика обично сврстава у world music. Иако слабо познат домаћој јавности, његово име је једно од неколико са Балкана препознатљиво у западној Европи и Америци.
По многима најуспелије остварење је албум Последњи Балкански Танго снимљен за време НАТО бомбардовања 1999.

## Биографија
Школовао се у Новом Саду и Београду. Током 1989. постаје вођа позоришне и музичке трупе Огледало. Од 1991. до 1996. живи и ради у Италији, Словенији и Аустрији. Године 1996 се враћа у Буковац где и сада живи. Током овог времена вођа је музичких састава RITUAL NOVA ensemble, LaDaABa orchesta, La Campanella orchestra. Учествовао је на више од 100 фестивала одржавши неколико стотина концерата, у преко 30 земаља на 4 континента. Но, и поред овога остаје непознат широј јавности у Србији, иако се његове композиције појављују на две Serbia Sounds Global компилације у издању Б92.
На почетку каријере, Ковач ради на тзв tape-music пројектима, односно издаје албум направљен од комбинације семплова различитих фолклорних мотива. Даље експериментише са различитим саставима који стандардно садрже акустичне инструменте. Свира саксофон и кларинет. Његов најуспешнији LaDaABa оркестар се састоји од кларинета, саксофона, виолине, гитаре, хармонике, контрабаса и бубњева. Његова музика је спој различитих музичких традиција које коегзистирају на простору Војводине, од утицаја са севера из Мађарске до традиционалне српске музике са турским утицајима комбиноване са филозофски сличним, а музички удаљеним стиловима као што је танго. Овај спој чини стил Бориса Ковача уникатним на светској музичкој сцени, и препознатљивим широм света у world music музичким круговима.

## Награде и признања
- 2006. године албум The Last Balkan Tango уврштен је у листу 50 есенцијалних албума Eastern Moon Rising„rhythms of the world“ свих времена (објављено у британском часопису Songlines)
- Стеријина награда за најбољу позоришну музику 2007.
- Награда за најбољу музику филмског фестивала Синема сити 2008. и 2011.[3]
- Награда FIPRESCI за најбољу филмску музику у Србији 2011.[4]

## Дискографија
- [5]
- [6]